# Frappé

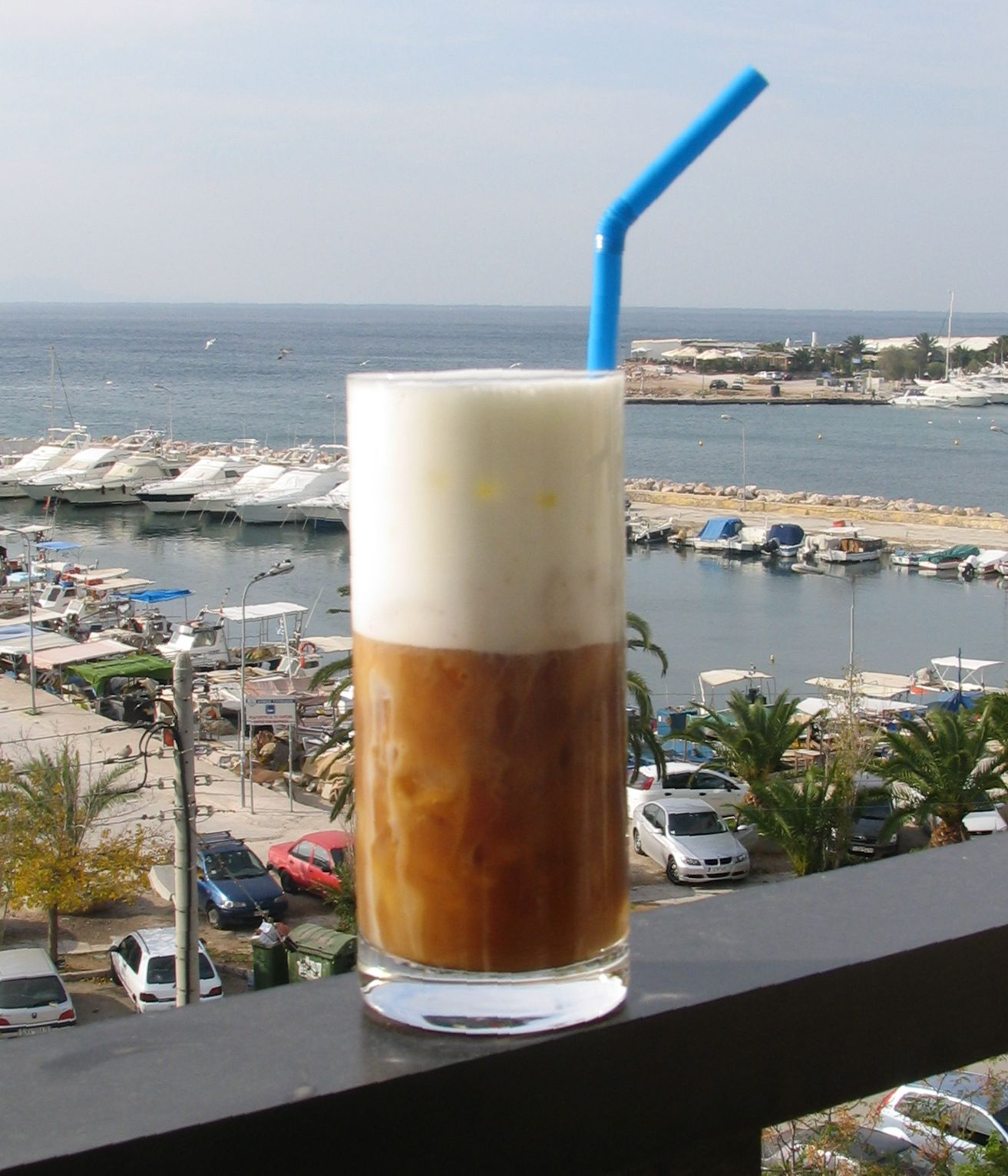
A görög frappé

A frappé instant kávéporból készült, egy kis tejporral és cukorral ízesített, mixerrel habosra kevert jéghideg hosszú kávé. Görögországban népszerű nyári hűsítő ital. Hosszú nyakú, 3-4 dl-es pohárban szívószállal és jégdarabokkal kínálják.

## A frappé története
A frappé története 1957-ben a Thesszaloniki Nemzetközi Kereskedelmi Vásáron kezdődött. Ebben az évben a Nestlé egy új gyerekitalterméket dobott piacra: egy instant kakaóitalt, amit tejjel kellett összekeverni és egy shakerben felrázni. A Nestlé egyik alkalmazottja, Dimitrisz Vakondiosz a szokásos napi instant kávéját szerette volna elkészíteni, de a vásár területén nem volt alkalma vizet forralni, ezért a kávéport hideg vízzel keverte össze, és felrázta a shakerben, hogy feloldódjon. 
Ezzel a kísérlettel született meg az első frappé kávé, Görögország népszerű nyári itala. A frappé mára már Görögország nemzeti kávéjává vált, és gyakorlatilag minden kávéházban kapható.

## Frappévariációk
A frappéimádó görögök nagyon szigorúan veszik a kávé-cukor arányt, ezért mára már háromféle édesítéssel készítik el kedvenc italukat: glikósz (γλυκός), azaz édes; métriosz (μέτριος), azaz közepesen édes és szkétosz (σκέτος), tehát cukor nélkül készült frappék. 
Természetesen további változatai is kifejlődtek, likőrrel (általában Kahluával) vagy kakaóval is ízesítik a hűsítőt; sőt, egyes éttermekben vaníliafagylaltot is tesznek a hideg kávéba, ami technikailag már nem frappé, mert nincs felrázva. Ezt mi, magyarok jeges kávénak ismerjük. 
Az olaszok a felrázás technikáját felhasználva kifejlesztették a saját hidegkávé-változataikat, az espresso freddót és a cappuccino freddót. A különbség, hogy instant kávé helyett hosszú eszpresszót (espresso lungo) ráznak fel kis tört jégdarabkákkal. A cappuccino freddót pedig tejhabbal szolgálják fel, a tetejére kakaót vagy fahéjat szórnak, hogy jobban hasonlítson a kapucsínóra. Ezt az italt Európában gyakran összetévesztik a jeges café lattéval, ami jeges tejeskávé, de nincs felrázva.

## Külső hivatkozások
- Cafe Frappé
- Latte Frappé